# Tour della nazionale maschile di rugby a 15 della Nuova Zelanda 1932
Gli All Blacks si recano nel 1932 in Australia,

## Risultati
| Wellington 15 giugno 1932 | Wellington | 23 – 36 | Nuova Zelanda XV | (Athletic Park) |

| Sydney 25 giugno 1932 | New South Wales | 11 – 13 | Nuova Zelanda XV | (Cricket Ground) |

| Newcastle 29 giugno 1932 | Newcastle | 6 – 44 | Nuova Zelanda XV | Sports Ground |

| Arbitro: | Arthur Mayne |

|                                                                |           |                                                                   |
| mete: Bridle, Cerutti 2 Cowper trasf.: Lawton 2 c.p.: Lawton 2 | Marcatori | mete: Bullock-Douglas, Hore Purdue trasf.: Pollock 2 Drop:Pollock |

| Sydney 6 luglio 1932 | New South Wales | 3 – 27 | Nuova Zelanda XV | (Cricket Ground) |

| Brisbane 9 luglio 1932 | Queensland | 8 – 28 | Nuova Zelanda XV | Exhibition Ground |

| Ipswich 14 luglio 1932 | Ipswich-Brisbane | 12 – 44 | Nuova Zelanda XV | Ipswich Showg. |

| Arbitro: | Francis Larkin |

|                |           |                                                                                |
| mete: Steggall | Marcatori | mete: Ball, Bullock-Douglas 2 Page trasf.: Pollock c.p.: Collins Drop: Pollock |

| Toowoomba 20 luglio 1932 | Toowoomba | 6 – 30 | Nuova Zelanda XV |  |

| Arbitro: | Roy Cooney |

|                                                     |           |                                                                            |
| mete: Bridle, Cowper Hemingway trasf.: Cowper, Ross | Marcatori | mete: Kilby, McLean Manchester, Palmer, Solomon trasf.: Collins 2, Pollock |

| Wellington 27 luglio 1932 | Western Districts | 15 – 63 | Nuova Zelanda XV | Bell Road Ground |